# Shock Value
Shock Value — другий студійний альбом американського продюсера і репера Timbaland, випущений лейблом Mosley Music Group 2 квітня 2007 року. Цей альбом став одним з найпопулярніших у 2007 році, продажі перевищили 3,6 млн копій. Shock Value став тричі платиновим і зайняв 5 місце в чартах США.
Shock Value містить довгий список запрошених виконавців, серед яких Fall Out Boy, Джастін Тімберлейк, The Hives, Кері Гілсон, Неллі Фуртаду, Міссі Елліотт, 50 Cent, Тоні Єйо, Dr. Dre, OneRepublic, Елтон Джон, Magoo та Ніколь Шерзінгер.

## Комерційний успіх
Альбом дебютував під № 5 в американському чарті Billboard 200, було продано 138 000 копій за перший тиждень. Він дебютував під № 10 у Великобританії, а 22 липня піднявся на № 5. З того часу альбом досяг № 2 у Великобританії та № 13 у Франції.

## Критика
Shock Value отримав загалом неоднозначні відгуки музичних критиків. На Metacritic, який призначає рецензіям основних критиків середню оцінку зі 100 балів, альбом отримав середню зважену оцінку 54 на основі 24 рецензій, що означає «змішані або середні рецензії».

## Список композицій
| #  | Назва              | Співвиконавці                             | Продюсер(и)                               | Тривалість |
| -- | ------------------ | ----------------------------------------- | ----------------------------------------- | ---------- |
| 1  | «Oh Timbaland»     | Attitude, Nina Simone                     | Timbaland                                 | 3:30       |
| 2  | «Give It to Me»    | Nelly Furtado, Justin Timberlake          | Timbaland, Danja                          | 3:54       |
| 3  | «Release»          | Justin Timberlake                         | Timbaland                                 | 3:25       |
| 4  | «The Way I Are»    | Keri Hilson, D.O.E.                       | Timbaland, Danja                          | 2:59       |
| 5  | «Bounce»           | Dr. Dre, Missy Elliott, Justin Timberlake | Timbaland                                 | 4:04       |
| 6  | «Come And Get Me»  | 50 Cent, Tony Yayo                        | Timbaland, Danja                          | 3:30       |
| 7  | «Kill Yourself»    | Sebastian, Attitude                       | Timbaland                                 | 4:06       |
| 8  | «Boardmeeting»     | Magoo                                     | Timbaland, Danja                          | 2:29       |
| 9  | «Fantasy»          | Money                                     | Walter «Lil Walt» Millsap III, Boss Beats | 4:11       |
| 10 | «Scream»           | Keri Hilson, Nicole Scherzinger           | Timbaland, Danja                          | 5:41       |
| 11 | «Miscommunication» | Keri Hilson, Sebastian                    | Timbaland, Danja                          | 3:19       |
| 12 | «Bombay»           | Amar, Jim Beanz                           | Timbaland                                 | 3:00       |
| 13 | «Throw It on Me»   | The Hives                                 | Timbaland                                 | 2:10       |
| 14 | «Time»             | She Wants Revenge                         | Timbaland                                 | 3:58       |
| 15 | «One & Only»       | Fall Out Boy                              | Timbaland, Hannon Lane                    | 4:16       |
| 16 | «Apologize»        | OneRepublic                               | Timbaland, Greg Wells, Ryan Tedder        | 3:04       |
| 17 | «2 Man Show»       | Elton John                                | Timbaland, Elton John                     | 4:25       |
| 18 | «Hello»            | Keri Hilson, Attitude                     | Timbaland                                 | 4:36       |

## Чарти
| Чарт (2007–08)                           | Найвища позиція |
| ---------------------------------------- | --------------- |
| Australian Albums (ARIA)                 | 1               |
| Australian Urban Albums (ARIA)           | 1               |
| Austrian Albums (Ö3 Austria Top 40)      | 1               |
| Belgian Albums (Ultratop 50 Flanders)    | 9               |
| Belgian Albums (Ultratop 50 Wallonia)    | 20              |
| Канада Canadian Albums (Billboard)       | 2               |
| Danish Albums (Tracklisten)              | 4               |
| Dutch Albums (Mega Album Top 100)        | 9               |
| Finnish Albums (Suomen virallinen lista) | 31              |
| French Albums (SNEP)                     | 13              |
| German Albums (Media Control AG)         | 5               |
| Greek Albums (IFPI Greece)               | 8               |
| Hungarian Albums (Mahasz)                | 21              |
| Irish Albums (IRMA)                      | 1               |
| Italian Albums (FIMI)                    | 14              |
| Japanese Albums (Oricon)                 | 40              |
| New Zealand Albums (RIANZ)               | 4               |
| Norway Albums (VG-lista)                 | 18              |
| Polish Albums (ZPAV)                     | 4               |
| Шотландія Scottish Albums (OCC)          | 6               |
| Swedish Albums (Sverigetopplistan)       | 10              |
| Swiss Albums (Schweizer Hitparade)       | 5               |
| UK Albums (OCC)                          | 2               |
| Велика Британія UK R&B Albums (OCC)      | 1               |
| US Billboard 200                         | 5               |
| US Top R&B/Hip-Hop Albums (Billboard)    | 3               |

| Чарт (2007)                           | Позиція |
| ------------------------------------- | ------- |
| Australian Albums (ARIA)              | 10      |
| Austrian Albums (Ö3 Austria)          | 47      |
| Belgian Albums (Ultratop Flanders)    | 28      |
| Belgian Albums (Ultratop Wallonia)    | 81      |
| Dutch Albums (Album Top 100)          | 58      |
| French Albums (SNEP)                  | 59      |
| German Albums (Offizielle Top 100)    | 22      |
| Swedish Albums (Sverigetopplistan)    | 36      |
| Swiss Albums (Schweizer Hitparade)    | 15      |
| UK Albums (OCC)                       | 9       |
| US Billboard 200                      | 55      |
| US Top R&B/Hip-Hop Albums (Billboard) | 42      |

| Чарт (2008)                           | Позиція |
| ------------------------------------- | ------- |
| Australian Albums (ARIA)              | 34      |
| Austrian Albums (Ö3 Austria)          | 46      |
| Belgian Albums (Ultratop Flanders)    | 91      |
| French Albums (SNEP)                  | 189     |
| German Albums (Offizielle Top 100)    | 35      |
| Swiss Albums (Schweizer Hitparade)    | 38      |
| UK Albums (OCC)                       | 83      |
| US Billboard 200                      | 136     |
| US Top R&B/Hip-Hop Albums (Billboard) | 69      |

## Сертифікації
| Регіон | Сертифікація  | Продажі    |
| --- | ------------- | ---------- |
| Австралія (ARIA) | 3× Платиновий | 210 000^   |
| Австрія (IFPI Austria) | Золотий       | 10 000*    |
| Бельгія (BEA) | Золотий       | 25 000*    |
| Канада (Music Canada) | 3× Платиновий | 300 000    |
| Данія (IFPI Denmark) | 2× Платиновий | 40 000     |
| Франція (SNEP) | Золотий       | 75 000*    |
| Німеччина (BVMI) | Платиновий    | 200 000^   |
| Ірландія (IRMA) | 3× Платиновий | 45 000^    |
| Нова Зеландія (RIANZ) | 2× Платиновий | 30 000^    |
| Норвегія (IFPI Norway) | Золотий       | 20 000*    |
| Польща (ZPAV) | 2× Платиновий | 40 000*    |
| Сінгапур (RIAS) | Золотий       | 5000*      |
| Швеція (IFPI Sweden) | Золотий       | 20 000^    |
| Швейцарія (IFPI Switzerland) | Платиновий    | 30 000^    |
| Велика Британія (BPI) | 2× Платиновий | 600 000^   |
| США (RIAA) | Платиновий    | 1 000 000^ |
| Підсумки |               |            |
| Європа (IFPI) | Платиновий    | 1 000 000* |
| *продажі, що базуються лише на сертифікаціях · ^відвантаження, що базуються лише на сертифікаціях · продажі+прослуховування, що базуються лише на сертифікаціях |               |            |